# Poladpur
Poladpur es una ciudad censal situada en el distrito de Raigad en el estado de Maharashtra (India). Su población es de 5944 habitantes (2011). Se encuentra 83 km de Pune.

## Demografía
Según el censo de 2011 la población de Poladpur era de 5944 habitantes, de los cuales 3017 eran hombres y 2927 eran mujeres. Poladpur tiene una tasa media de alfabetización del 91,72%, superior a la media estatal del 82,34%: la alfabetización masculina es del 95,86%, y la alfabetización femenina del 87,51%.